# Książę Kalabrii

Księstwo Apulii i Kalabria w kontekście politycznym Włoch i Bałkanów Zachodnich (1084).

Książę Kalabrii – zwyczajowy tytuł następcy tronu Neapolu. Obecnie jest dwóch pretendentów do tego tytułu.
W gałęzi hiszpańskiej jest to tytuł głowy Domu Burbon-Sycylijskiego i pretendenta do tronu Obojga Sycylii.
W gałęzi włoskiej jest to tytuł najstarszego syna głowy Domu Burbon-Sycylijskiego, który używa tytułu księcia Castro.

## Normańscy hrabiowie Apulii i Kalabrii
- Wilhelm I Żelaznoręki (zm. 1046), hrabia Apulii (1043)
- Drogo de Hauteville, jego brat (zm. 1051), hrabia Apulii (1046)
- Humfred de Hauteville, jego brat (zm. 1057), hrabia Apulii (1051)
- Robert Guiscard (zm. 1085), jego brat, hrabia Apulii (1057)

## Normańscy książęta Apulii
- Robert Guiscard, książę (1058)
- Roger Borsa (ur. ok. (1060 – zm. 1111), syn Robert Guiscarda, książę Apulii (1085)
- Wilhelm II (ur. ok. 1095) – zm. 1127), syn Rogera Borsy, książę Apulii (1111–1127)
- Roger II (1095–1154), hrabia Sycylii (1105), książę Apulii (1127), Król Sycylii (1130)
- Roger III (1118–1148), syn Rogera II, książę Apulii (1135)
  - Rainulf hrabia von Alife (ur. ok. 1095, zm. 1139) książę Apulii i Kalabrii, nominat papieża i cesarza
- Wilhelm III (1122–1166), brat Rogera III, (1149) książę Apulii, (1154) jako Wilhelm I, król Sycylii
- Roger IV (1152–1161), syn Wilhelma III, książę (1154)

Tytuł pozostawał pusty po śmierci Rogera. Później król Tancred nadał go najstarszemu synowi księcia:
- Roger V (ur. przed 1170 – zm. 1193), książę Apulii (1193), jako Roger III, król Sycylii jako koregent ojca Tankreda z Lecce.

## Książęta z Kalabrii

### Andegaweni
- Robert I Mądry (1278–1343), książę (1297)
- Karol Andegaweński (1298–1328), książę (1309)
- Andrzej Węgierski (1327–1345), książę, mąż królowej Joanny I. z Neapolu
- Karol Martel Węgierski (1345–1348), syn Andrzeja, książę (1345)

### Młodsza linia Andegawenów
- Ludwik I Andegaweński (1339–1384)
- Ludwik II Andegaweński (1377–1417), książę (1383), (1389), Król Sycylii
- Ludwik III Andegaweński (1403–1434)
- René I Andegaweński (1409–1480)
- Jan II Andegaweński (1425–1470), książę (1435), (1452) książę Lotaryngii
- Mikołaj I (1448–1473), książę Lotaryngii, Bari i Kalabrii
- René II (1451–1508), książę Lotaryngii

### Dom Trastámara
- Alfons (1448–1495), (1494), król Alfons II z Neapolu
- Ferdynand Aragoński, książę, 3. mąż Germaine de Foix, zarówno (1526–1537) wicekról z Walencji (1537–1550) tylko on

### Burbonowie
- Felipe Antonio Infant Hiszpański (1747–1777), syn króla Karola III
- Ferdynand Anton (1751–1825), jako Ferdinand IV., Król Neapolu, jako Ferdinand I, Król Obojga Sycylii
- Franciszek Gennaro Józef (1777–1830), (1825) jako Franciszek I, Król Obojga Sycylii
- Ferdynand Karol Maria (1810–1859), (1830) jako Ferdynand II, Król Obojga Sycylii
- Franciszek d’Assisi (1836–1894), (1859–1861) jako Franciszek II, Król Obojga Sycylii
- Alfons (1841–1934), jego przyrodni brat, hrabia z Caserty
- Ferdynand Pius (1869–1960), jego syn
- Alfons (1901–1964), jego siostrzeniec

## Obecni książęta Kalabrii
- Karol Filip Burbon-Sycylijski, książę Kalabrii i infant Hiszpanii
- do 2008 roku – Karol Burbon-Sycylijski, książę Kalabrii, obecny książę Castro